# Municipio de Calixto Garcia
Municipio de Calixto Garcia är en kommun i Kuba.   Den ligger i provinsen Provincia de Holguín, i den östra delen av landet, 700 km öster om huvudstaden Havanna.